# Desa Padarek (administrativ by i Indonesien, lat -6,96, long 108,51)
Desa Padarek är en administrativ by i Indonesien.   Den ligger i provinsen Jawa Barat, i den västra delen av landet, 200 km öster om huvudstaden Jakarta.